# Василий Лебедев-Кумач
Василий Иванович Лебедев-Кумач (1898 – 1948) е съветски писател, поет и лирик.
Василий Лебедев-Кумач е съветски поет от руски произход, който пише текстовете на много от най-популярните песни от съветската епоха, сред които се откроява военната пиеса „Свещена война“, водеща песен от Великата отечествена война, Втората световна война за съветските народи, която се използва през този период и се превръща в отправна точка в борбата срещу нацизма от Съветския съюз, като нейната интерпретация е от съществено значение във всички възпоменания на победата срещу Нацистка Германия и Денят на победата, както по времето на Съветския съюз, така и по времето на Русия.
Василий Лебедев-Кумач се присъединява към Комунистическата партия на Съветския съюз през 1939 г. и остава неин член до смъртта си през 1948 г. Наречен „Бард от сталинската епоха“ заради актуалността на работата си в този исторически период, той е удостоен със Сталинска награда от втора степен през 1941 г.

## Биография
Василий Лебедев-Кумач е роден на 24 юли по юлианския календар, 5 август по григорианския календар през 1898 г. в Москва, тогава Руска империя, в скромно семейство. Баща му е занаятчията и обущар Иван Филипович Лебедев, който почива, когато Василий е в 3 клас на основното училище. Постъпва в така наречената „Десета московска мъжка гимназия“ (държавно средно учебно заведение, действало в Москва от 1902 до 1918 г.), където завършва средното си образование и получава стипендия, назначена от историка Павел Гаврилович Виноградов. В допълнение към формалното си обучение той изучава латински и руски език. Завършва гимназия през 1917 г. със златен медал и постъпва в Московския университет в Историко-филологическия факултет, но не завършва обучението си поради революцията и Гражданската война.
Лебедев-Кумач пише първите си стихове през 1911 г. и ги публикува през 1916 г. в московското списание „Хермес“ с малък тираж. Работи като завеждащ окръжната библиотека към Московския работнически кооперативен клуб. Бил е член на пресслужбата на Революционния военен съвет и военния отдел „АгитРОСТА“. Работил е в различни преси като „Беднота“, „Гудок“, „Рабочая газета“; списанията „Красноармеец“ и „Крокодил“ (илюстровано литературно-художествено сатирично списание) от 1922 до 1934 г. и от 1922 до 1924 г. член на редколегията. Пише и за театър и кино и издава няколко книги като „Чай в чинийка“, „От всички волости“ или „Тъжни усмивки“. В края на 20-те и началото на 30-те години пише театрална критика.
През 1934 г. е един от основателите на Съюза на писателите на СССР. През 1938 г. е депутат във Върховния съвет на Руската съветска федеративна социалистическа република, а през 1939 г. се присъединява към Комунистическата партия на Съветския съюз, където остава до смъртта си.
През 1939 г. като офицер от Червената армия участва в съветската инвазия в Полша. По време на съветско-финландската война от 1939 г. и Великата отечествена война служи като политически работник във флота, работи във вестник „Червен флот“. Той получава ранг капитан 1-ви ранг (еквивалент на капитан на кораб).
През 40-те години здравето на Лебедев-Кумач се влошава значително. Изпада в дълбока депресия, получава няколко инфаркта и на практика спира да пише. През 1946 г. в личния си дневник той пише:
„Писна ми от посредствеността, от монотонността на живота ми. Престанах да виждам основната задача: всичко е повърхностно, всичко е изчезнало. Е, още 12 костюма, три коли, 10 игри... и глупаво, вулгарно, недостойно и безинтересно...“. След известно време се появява друг запис: „Робство, ласкателство, прокрадване, нечисти методи на работа, фалш: рано или късно всичко ще бъде разкрито...“
Последните му творби са писането на песни за филмите „Първата ръкавица“ през 1946 г. („Закалете се“, „На лодката“ и „Всичко трябва умение“) по музика на Василий Соловьов-Седой и „Пролет“ през 1947 г. по музика на Исак Дунаевски.
Умира на 20 февруари 1949 г. в родния си град и е погребан в парцел номер 2 на Новодевическото гробище в Москва. Вестник „Правда“ публикува по повод смъртта му:
В. И. Лебедев-Кумач внеся в съкровищницата на руската съветска поезия произведения с проста форма и дълбоко съдържание, които станаха неразделна част от нашата социалистическа култура.
Той е първият писател, награден с орден „Червено знаме“ през февруари 1937 г. – „за изключителна работа“. През 1939 г. получава Ордена на почетния знак – „за изключителни заслуги в областта на художествената литература“. През 1940 г. – Орденът на Червената звезда – „за образцово изпълнение на командните заповеди в борбата срещу белите финландци“. Той създава „Химна на Народния комисариат на вътрешните работи (НКВД). Още по-значима задача е химнът на болшевишката партия.

## Творчество
Публикува от 1916 г. и публикува първите си стихотворения в малкотиражното московско списание „Хермес“ – първо преводи на Хораций, а след това свои собствени на антична тема. В началото на литературната си кариера пише предимно сатирични стихотворения, разкази и фейлетони. От 1918 г. сътрудничи на вестниците „Беднота“, „Бип“, „Рабочая газета“, „Селски вестник“, „Списание Красноармеец“, по-късно – в списание „Крокодил“ и други издания. Издадени са и отделни сборници: „Развод“ (1925), „Чайни листа върху чинийка“ (1925), „От всички волости“ (1926), „Защитен цвят“ (1926), „Тъжни усмивки“ (1927), „Малки хора и дела“ (1927).
Пише и за театър (за театрални рецензии „Синя блуза“ и аматьорски работни групи) и кино – текстове за комедийни филми на Г. В. Александрова „Смешни момчета“ (1934), „Цирк“, „Волга, Волга“ (1938), към филма „Децата на капитан Грант“ и др. Много от тези песни бяха много популярни, а някои се изпълняват и до днес.
Смятан е за един от създателите на жанра на съветската масова песен, „проникнат от дълбок патриотизъм, радост от перспективата“: Песен за родината (Широка страна моя родная, 1936), Марш на щастливите момчета (Светлина в сърцето на весела песен, 1934, музика на Исак Дунаевски), Москва през май (Утрото боядисва стените на древния Кремъл с мека светлина, 1937), песента е „Животът стана по-добър, животът става по-забавен“.

## Награди и признания
- Орден „Червено знаме на труда“, връчен на 31 декември 1936 г. „за заслуги в развитието на кинематографичното изкуство и създаването на редица съветски песни, станали достояние на широките маси“.
- Орден на Червената звезда през 1940 г. „за образцово изпълнение на командните заповеди в борбата срещу белите финландци“.
- Орден „Знак на честта“, връчен на 31 януари 1939 г. „за изключителни заслуги в областта на художествената литература“.
- Медал за отбраната на Москва.
- Медал за победата над Германия във Великата отечествена война 1941 – 1945 г.
- Медал за победата над Япония.
- Медал за доблестен труд във Великата отечествена война 1941 – 1945 г.
- Сталинска награда от втора степен през 1941 г. за текстове на популярни песни (Лебедев-Кумач дари наградата на Фонда за отбрана на 30 юли).[4]
- Почетен железничар

## Лебедев-Кумач в литературата
- Бекер М. Творческият път на Лебедев-Кумач / В книгата на М. Бекер. На поети. Москва: 1961 г.
- Левашев Е. М. Съдбата на песента // Наследствен архив – 2000 / Съст. и учен. изд. Плужников, Владимир Иванович; Руският изследователски институт за културно и природно наследство на името на Д. С. Лихачов. – 2001.

## Обвинения в плагиатство
Василий Лебедев-Кумач е обвинен в плагиатство на някои от нейните произведения. Евгений Михайлович Левашев, професор по история на музиката в Московската държавна консерватория, казва в книгата си „Съдбата на една песен“. Заключението на експертизата е, че Лебедев-Кумач е копирал стихове от други автори за стиховете си. Един от куплетите на песента Москва през май идва от началото на поемата Вечер от Абрам Рувимович Палей, а текстът на песента, която той композира за филма Моряци, е базиран на поемата Цушима на Владимир Германович Богораз.
През ноември 1940 г. Василий Лебедев-Кумач е докладван за плагиатство в Съюза на писателите от Александър Александрович Фадеев, където са разкрити дванадесет случая на плагиатство. но нямаше медийно отразяване.
Референтната песен „Свещената война“ (известна още като „Свещената война“), която е едно от основните парчета от парнаса на Великата отечествена война на СССР, както е известна Втората световна война в бившите съветски страни, и най-известната и популярна композиция на Василий Лебедев-Кумач е един от най-важните случаи на обвинение в плагиатство. Евгений Михайлович Левашев твърди, че произведението е направено през 1916 г. от Александър Адолфович Боде, професор по литература и поет от Рибинск, в контекста на Първата световна война.
На 8 май 1998 г. „Независимая газета“ публикува в своето приложение статия на В. А. Шевченко „Свещената война - ехо от две епохи“, в която той осъжда плагиатството на текста на известната песен и приписва авторството му на Александър Адолфович Боде. Делото стигна до съда, когато внучката на Лебедев-Кумач, Мария Георгиевна Деева, подаде иск в Мещанския междуобщински съд на град Москва за защита на честта и достойнството на дядо си и срещу А.В. Малгин, В.А. Шевченко и „Независимая газета“, за да опровергаят информацията, че текстът на „Свещената война“ е плагиатство. След разглеждане на обвиненията присъдата постановява, че обвинението в плагиатство е невярно и порочи честта, достойнството и бизнес репутацията на автора на песента и че Лебедев-Кумач е автор на текста на песента „Свещената война“. На 5 юли 2000 г. „Независимая газета“ публикува следната опровергаваща бележка:
| „ | Редакцията на „Независимая газета“ информира, че информацията, съдържаща се в статията на кореспондента на свободна практика Владимир Шевченко „Свещената война - ехо от две епохи“ („НГ“ от 05/08/98) за композитора В.И. Лебедев-Кумач беше признат за неподходяща реалност и дискредитиращ честта, достойнството, бизнес репутацията на автора на песента „Свещена война“ В.И. Лебедев-Кумач. В тази връзка редакцията на вестника информира читателите, че автор на текста на песента „Свещена война“ е В.И. Лебедев-Кумач. В.И. Лебедев-Кумач не е автор на руския текст на фокстрота „Маша“ („При самовара“) и никога не е присвоявал авторството на този текст. | “ |